# Shaboozey
科林斯·奥宾纳·奇布埃泽（Collins Obinna Chibueze ，1995年5月9日出生），以艺名Shaboozey闻名，是美国的创作歌手和唱片制作人。他的音乐融合了乡村、摇滚和美国风格。他目前发行有三张专辑：《Lady Wrangler》（2018年）、《Cowboys Live Forever, Outlaws Never Die》（2022年）和《Where I've Been, Isn't Where I'm Going》（2024年）。他凭借2024年的单曲《A Bar Song (Tipsy)》（酒吧歌（微醺））和《Good News》（好消息）取得了商业上的成功；前者在《告示牌》百大單曲榜排行榜上停留了十九周，与利尔·纳斯·X的《鄉村老街》一曲并列成为有史以来在百大单曲榜上登顶时间最长的冠军歌曲。
2024年，Shaboozey获得第67届格莱美奖年度歌曲奖、最佳新人奖、最佳乡村歌曲奖、最佳乡村独唱表演奖和最佳旋律说唱表演奖提名。
他的艺名和昵称“Shaboozey”源于高中时橄榄球教练对他姓氏“Chibueze”的错误发音，这一姓氏来自伊博语，意为“上帝是国王”。

## 早年生活
奇布埃泽在弗吉尼亚州伍德布里奇出生长大。他的父母均来自尼日利亚，父亲是尼日利亚农民出身，曾在德克萨斯州上大学。童年时期，他深受《106 & Park》节目中嘻哈音乐视频、父亲的牛仔风格穿衣风格及对乡村音乐热爱的启发。初中时，他在尼日利亚的一所寄宿学校度过了两年。2013年，他从弗吉尼亚州伍德布里奇的加菲尔德高中毕业，并曾在高一时参加橄榄球比赛。在少年时期，Shaboozey梦想成为一名小说家。然而，到高中毕业时，除了通过拍摄音乐视频和摄影赚钱外，他还通过音乐演出“零零星星赚了几百块钱”，并因此决定更认真地对待音乐。

## 职业生涯

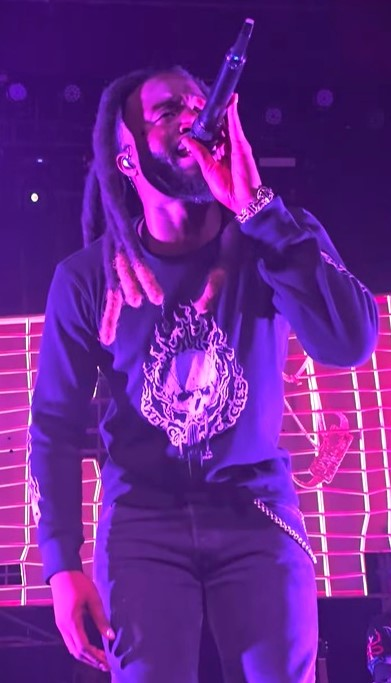
Shaboozey在洛杉矶演出，摄于2024年

2014年，Shaboozey发行了他的首支单曲《Jeff Gordon》，与纳斯卡赛车车手杰夫·戈登同名。该歌曲被描述为“一首带有隐秘钢琴节奏、松散的陷阱歌曲”，并在歌曲开始重叠有纳斯卡赛车比赛的音频。
2016年8月，Shaboozey与特伦斯·谢尔顿旗下的Homeless唱片公司签署了录音、联合出版和附属权利协议（2017年9月转让给Republic唱片旗下的 Kreshendo娱乐公司），在协议有效期内交出其创作作品50%的权利。此出版协议于2019年11月终止。
2018年10月，Shaboozey在Republic唱片发行了他的首张录音室专辑《Lady Wrangler》。
Shaboozey的第二张录音室专辑《Cowboys Live Forever, Outlaws Never Die》于2022年10月通过帝国发行公司发行。
2024年1月，碧昂斯团队中的一员听到了Shaboozey当时尚未发布的单曲《A Bar Song (Tipsy)》，他因此被邀请为碧昂斯创作两首曲目。这两首歌被收录进了碧昂斯2024年3月发布的第八张专辑《Cowboy Carter》中。《A Bar Song (Tipsy)》在同年4月发布，并在告示牌百大單曲榜上以19周冠单的成绩和利尔·纳斯·X的《鄉村老街》并列成为百大单曲榜上登顶时间最长的冠军歌曲。
Shaboozey的第三张录音室专辑《Where I've Been, Isn't Where I'm Going 》于2024年5月发行。

## 奖项和提名

### 公告牌音乐奖
| 年份 | 獲提名             | 獎項             | 結果 |
| ---- | ------------------ | ---------------- | ---- |
| 2024 | 本人               | 最佳新艺人       | 提名 |
| 2024 | 本人               | 最佳歌曲销售艺人 | 獲獎 |
| 2024 | A Bar Song (Tipsy) | 最佳百强歌曲     | 提名 |
| 2024 | A Bar Song (Tipsy) | 最佳流媒体歌曲   | 提名 |
| 2024 | A Bar Song (Tipsy) | 最佳销售歌曲     | 獲獎 |
| 2024 | A Bar Song (Tipsy) | 最佳乡村歌曲     | 獲獎 |

### 格莱美奖
| 年份 | 獲提名                              | 獎項                 | 結果 |
| ---- | ----------------------------------- | -------------------- | ---- |
| 2025 | 本人                                | 最佳新人             | 待定 |
| 2025 | Spaghettii（与碧昂斯和琳达·马泰尔） | 最佳饶舌/演唱表演    | 待定 |
| 2025 | A Bar Song (Tipsy)                  | 年度歌曲             | 待定 |
| 2025 | A Bar Song (Tipsy)                  | 最佳乡村歌曲         | 待定 |
| 2025 | A Bar Song (Tipsy)                  | 最佳乡村音乐单人表演 | 待定 |